# Tytus Kwinkcjusz Flamininus

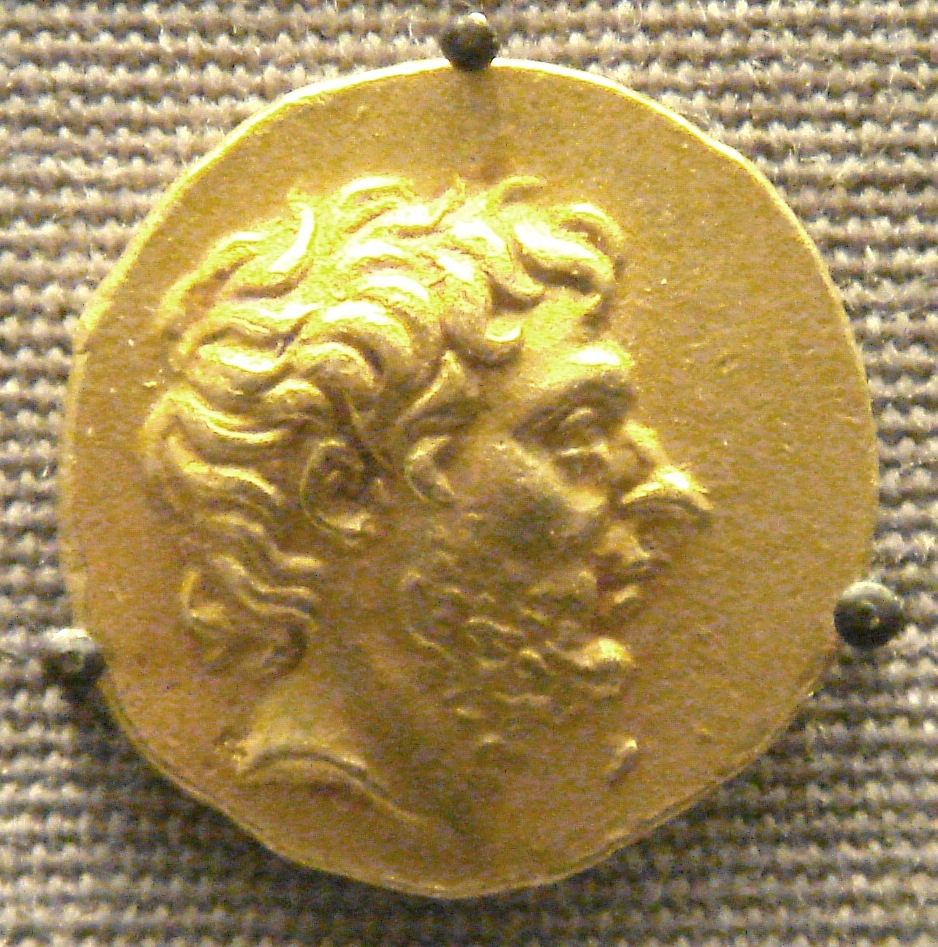
Tytus Kwinkcjusz Flamininus

Titus Quinctius Flamininus (ur. 229 p.n.e. – zm.174 p.n.e.) był rzymskim politykiem i dowódcą wojskowym zaangażowanym w rzymski podbój Grecji.
Zdobywał laury wojenne pod dowództwem Marcellusa w II wojnie punickiej, u którego służył jako trybun wojskowy w 208 p.n.e. W 204 p.n.e. był mianowany propretorem w Tarencie zyskując sobie reputacje sprawiedliwego zarządcy. Był potem członkiem komisji kolonizacyjnych i komisji do przydziału ziemi. Zachęcony poparciem starał się o konsulat z pominięciem przewidzianych przez cursus honorum pośrednich stanowisk. Został konsulem w 198 p.n.e., pomimo tylko trzydziestu lat, mniej niż wymagany wiek dla tego urzędu. Dwaj trybunowie ludu, Marek Fulwiusz i Maniusz Kurion publicznie przeciwstawiali się jego kandydaturze do urzędu konsula, ale senat przezwyciężył sprzeciw oddając rzecz pod głosowanie ludowe i Flaminius, co może świadczyć o jego dużej popularności w Rzymie, został wybranym razem z Sekstusem Eliuszem Paulusem.
Po swoim wyborze na urząd konsula został wysłany jako następca Publiusza Sulpicjusza Galby, który był konsulem z Gajuszem Aureliuszem w 200 p.n.e. i dowodził w II wojnie macedońskiej. W tym czasie król Macedonii Filip V postanowił przejąć inicjatywę w tej wojnie. Wyruszył z armią królewską na Epir zachęcony do tego przez informacje o buncie wśród legionistów. Zablokował przełęcz prowadzącą do Epiru, a cała armia obsadziła wąwóz rzeki Aoosu. Filip wiedział, że Rzymianie chcąc maszerować na Pellę, będą musieli najpierw zaatakować go na tej idealnej dla niego pozycji obronnej. Konsul Galba nie mógł się zdecydować na szturm, gdyż pozycja wydawała się nie do zdobycia. W tym momencie przybył Tytus Kwinkcjusz Flamininus, przejął dowodzenie w wojnie z Filipem i nadał jej nowego pędu. Zdecydował się on na atak frontalny na pozycję Filipa i Rzymianie dotarli do połowy wąwozu, ale ponieśli duże straty i musieli się wycofać. Następnym razem z pomocą miejscowych pasterzy Rzymianie górskimi ścieżkami dostali się na tyły armii królewskiej dzięki czemu odnieśli zwycięstwo, choć Filip uniknął całkowitej klęski a falanga wywalczyła sobie drogę odwrotu. Rzymianie mogli się uważać za całkowitych zwycięzców, a największym zwycięzcą okazał się młody konsul, który wkrótce po przybyciu dokonał tego, czego przez poprzedni rok nie dokonało 2 jego poprzedników. Rozbił główną armię królestwa Macedończyków. Flamininus wyruszył na południe w kierunku Etolii, aby po połączeniu się z siłami Związku Etolskiego, ruszyć w kierunku Tesalii. Filip uchodząc stosował taktykę spalonej ziemi, która kontrastowała niepochlebnie z szacunkiem dla własności Greków wprowadzonej w życie przez Flamininusa. To przekonywało Greków do trzymania strony Rzymian. Flamininus wyparł Filipa V Macedońskiego z większej części Grecji, poza kilkoma twierdzami.
Widomym znakiem poparcia Rzymian dla doprowadzenia wojny z Antygonidą do końca było powierzenie władzy prokonsularnej na rok 197 p.n.e. na obszarze Grecji właśnie Tytusowi Kwinkcjuszowi Flamininusowi, oraz wybranie jego brata – Lucjusza konsulem na ten rok. W 197 p.n.e. Flamininus ostatecznie zwyciężył Filipa w bitwie pod Kynoskefalaj (wzgórze „Psia Głowa”) w Tesalii, gdzie rzymskie legiony rozbiły falangę macedońską, która okazała się przestarzałą formacją. Filip był zmuszony do poddania się, wydania wszystkich miast greckich, które podbił i płacenia Rzymowi 1000 talentów, ale jego królestwo zostało zachowane by służyć jako państwo buforowe między Grecją i Ilirią. To wywołało niezadowolenie w Związku Etolskim, sojuszniku Rzymu w Grecji, który chciał, by Macedonia został rozbita całkowicie.
Podczas okresu od 197 do 194 p.n.e. Flamininus kierował politycznymi sprawami greckich państw. W 196 p.n.e. Flamininus pojawił się na Igrzyskach istmijskich w Koryncie i ogłosił uroczyście wolność greckich państw. Bardzo wykształcony, rozmiłowany w kulturze greckiej, biegle znał grekę i był przygotowany do roli oswobodziciela Grecji. Zyskał sobie wielką sympatię wśród Greków, którzy okrzyknęli go ich wyzwolicielem i bili monety z jego portretem. Gdy Nabis, tyran Lacedemonu, zdobył Argos, Flamininus ze swoimi greckimi sojusznikami, najechał Lakonię (195 p.n.e.) i zrabował Spartę. Po powrocie do Rzymu w 196 p.n.e. przyznano Flamininusowi prawo do triumfu. Razem z nim wróciło do Rzymu 1200 uwolnionych Rzymian, którzy zostali wzięci do niewoli i sprzedani w Grecji podczas II Wojny Punickiej.
W międzyczasie, Eumenes II z Pergamonu zaapelował do Rzymu o pomoc przeciwko królowi Syrii Antiochowi III Seleucydzie. Flamininus został wysłany by negocjować z nim w 192 p.n.e. i ostrzegł go przed mieszaniem się w sprawy miast państw greckich. Dyplomatyczną zasługą Flamininusa było powstrzymanie Filipa i większości Grecji od przymierza z królem Antiochem III i zablokowanie jego dążenia do przeniesienia wojny z Azji do Europy. Flamininus brał udział w bitwie pod Termopilami w 191 p.n.e., w której Antioch został pokonany przez Rzymian pod wodzą konsula Maniusza Acyliusza. W 189 p.n.e. Flamininus sprawował urząd cenzora.
W 183 p.n.e. został wysłany by negocjować z Prusjaszem I z Bitynii wydanie Hannibala, który został wygnany tam z Kartaginy, ale Hannibal popełnił samobójstwo by uniknąć niewoli. Pomimo że nie mamy dalszych informacji o Flamininusie, wydaje się, że zmarł około 174 p.n.e.